# 高倉永行
高倉 永行 （たかくら ながゆき）は、室町時代初期から中期にかけての公卿。参議・高倉永季の子。官位は正三位・参議。高倉家2代。

## 経歴
公卿に列する以前の経歴はほとんど不明。応永5年（1398年）従三位・非参議に任ぜられ、公卿に列する。同日に兵部卿も兼ねる。翌応永6年（1399年）正三位に昇進するが、同年6月に出家。法名は常永。応永23年（1416年）薨去。

## 官歴
注釈のないものは『公卿補任』に基づく
- 応永3年（1396年） 3月12日時点：正四位下、左兵衛権佐[1]
- 応永5年（1398年） 5月24日：従三位、非参議、兵部卿。12月某日：参議
- 応永6年（1399年） 正月5日：正三位。3月27日：兼備中権守。6月18日：出家（法名常永）
- 応永23年（1416年） 8月3日：薨去[2]

## 系譜
- 父：高倉永季
- 母：藤原光綱[3]の娘[1]
- 生母不明の子女
  - 男子：高倉永藤[4] （1385 - 1436）